# Тайлер, Элис
Элис Сара Тайлер (англ. Alice Sarah Tyler; 27 апреля 1859, Декейтер, Иллинойс — 18 апреля 1944) — американская суфражистка и библиотекарь

. Третья женщина-президент Американской библиотечной ассоциации.
За 13 лет работы в библиотечной комиссии Айовы, ей удалось вывести библиотечную систему штата на первое место в США.

## Биография
Элис Тайлер была потомком президентов США Джеймса Монро и Джона Тайлера. Свой первый опыт работы библиотекарем она получила в своём родном городе, совмещая учёбу в Институте Армора с работой в общественной библиотеке Декейтера. В 1894 году, после окончания института, она устроилась на работу руководителем отдела каталогов Кливлендской общественной библиотеки, где оптимизировала рабочий процесс с помощью внедрения таких нововведений, как Десятичная классификация Дьюи и использование пишущей машинки.
В 1900 году она переехала из Огайо в Айову, где на протяжении следующих 13 лет одновременно занимала должности директора летней библиотечной школы при Университете штата Айова, редактора ежеквартального журнала Iowa Library Quarterly и секретаря библиотечной комиссии штата. На позицию секретаря библиотечной комиссии Айовы Элис Тайлер попала сразу после создания этой организации. Ей предстояло отвечать за развитие библиотечной сети штата, которую предполагалось расширить и модернизировать за счёт пожертвований филантропа Эндрю Карнеги. На этом посту она обучала новых библиотекарей, а также способствовала развитию системы передвижных библиотек и увеличению количества библиотек в штате с 41 до 113, что к 1913 году привело библиотечную систему Айовы на первое место в Соединённых Штатах.
Во время своего пребывания в Айове Тайлер не теряла связей с Кливлендом, периодически посещая с лекциями Кейс-Вестерн-Резерв университет. В 1913 году она вернулась в Огайо, где поочерёдно занимала в Кейс-Вестерн-Резерв университете посты директора библиотечной школы и декана. Также Элис Тайлер была президентом Ассоциации библиотек Огайо, Ассоциации американских библиотечных школ (1918-19) и Кливлендского библиотечного клуба. В 1920 году она стала третьей женщиной-президентом Американской библиотечной ассоциации, пробыв на этом посту около года.